# USS Guest (DD-472)
CT Pará (D27)
L'USS Guest (DD-472) est un destroyer de classe Fletcher en service dans la Marine des États-Unis  (United States Navy) pendant la Seconde Guerre mondiale. Il a été nommé en l'honneur du Commodore John Guest (1822–1879).
Désarmé en 1946, il a été prêté à la marine brésilienne (en portugais: Marinha do Brasil) en 1959, où il a servi sous le nom de CT Pará (D27). Il a été mis hors service en 1979 et a été coulé comme navire-cible en 1983.

## Construction
Sa quille est posée le 27 septembre 1941 au chantier naval Boston Navy Yard à Staten Island, de Boston, il est lancé le 20 février 1942; parrainée par Mme Ann Guest Walsh, petite-fille du Commodore Guest. Le navire est mis en service le 15 décembre 1942 avec le commandant Henry Crommelin aux commandes.

## Historique

### Seconde Guerre mondiale

#### 1943
Après un entraînement dans la baie de Guantanamo, le Guest fait une croisière à Trinidad avec le porte-avions USS Independence (CVL-22). Cette croisière est suivie d'un voyage d'escorte de convois de New York à Casablanca et retour à Boston (28 avril - 31 mai 1943). Il quitte Boston le 20 juillet pour un bref entraînement dans les eaux hawaïennes, puis rejoint la 3e flotte (en anglais : 3rd Fleet) le 28 août à Efate, dans les îles des Nouvelles-Hébrides. Après une offensive vers les îles Santa Cruz et plusieurs missions d'escorte vers Nouméa en Nouvelle-Calédonie, il quitte Efate le 28 octobre pour l'invasion de Bougainville. Il a gardé des transports pendant les premiers débarquements, le 1er novembre, et a aidé à abattre deux bombardiers ennemis. Au cours des mois suivants, il a escorté des convois de troupes et de logistique de Guadalcanal au Cap Torokina, repoussant à deux reprises des bombardiers et des avions torpilleurs qui attaquaient son convoi. Il réduit au silence les canons de défense côtière japonais à Motupene Point, Bougainville, le 4 décembre 1943, et bombarde la région de la rivière Saba le 25 janvier 1944.

#### 1944
Les transports protégés par le Guest débarquent les Marine Raiders sur Green Island le 31 janvier 1944. Alors que les Raiders débarquaient le lendemain matin, il a effectué deux attaques de grenades sous-marines contre un sous-marin en plongée. Le USS Hudson (DD-475) a suivi cette attaque pour achever de tuer le sous-marin japonais I-171 de 1 400 tonnes. Le Guest a de nouveau protégé les transports pendant l'invasion des îles Green le 15 février 1944. Il bombarde Kavieng en Nouvelle-Irlande le 25 février, et la région de la rivière Sanba à Bougainville le 17 mars. Il a sauvé l'équipage de la vedette-torpilleur (PT boat) USS PT-63 à cette dernière date. Dans un cas d'erreur d'identité, le 17 mars, le PT boat USS PT-283 a été coulé par un tir ami du destroyer Guest, dans les îles Salomon, près de l'île Choseul. Son canon de 5 pouces a détruit le cargo japonais échoué Meisyo Maru le 30 avril à l'est de l'île Nemto. Après un entraînement aux assauts amphibies dans les Nouvelles-Hébrides, il a quitté Roi, dans les îles Marshall, le 10 juin 1944 pour l'invasion et la prise des îles Mariannes.
Le Guest a déversé des tirs de canon devant les troupes débarquant sur Saipan (bataille de Saipan) le 15 juin 1944, puis a aidé à repousser quatre raids aériens massifs contre la Fast Carrier Task Force de l'amiral Marc Mitscher lors de la bataille de la mer des Philippines. Il a également effectué un bombardement sur Guam avant l'invasion (bataille de Guam) et a fourni un appui direct en tir de canon aux débarquements sur Guam le 21 juillet 1944. Il est resté en appui aux bombardements et en patrouille jusqu'au 9 août, puis a pris la mer pour des exercices de guerre amphibie dans les îles Salomon.
Le Guest a quitté la baie de Purvis (Purvis Bay), dans les îles Salomon, le 6 septembre 1944. Une unité du groupe d'appui-feu occidental du contre-amiral Jesse Oldendorf, il a bombardé Anguar dans les îles Palaos le 12 septembre 1944. Le jour suivant, il a sauvé 7 officiers et 45 hommes du destroyer USS Perry (DMS-17), qui a heurté une mine et a coulé au large d'Anguar. Le Guest a quitté la zone le 25 septembre et est entré dans la baie de San Francisco le 25 octobre 1944 pour une révision.

#### 1945
La révision a été suivie d'un entraînement dans les eaux hawaïennes jusqu'au 27 janvier 1945, date à laquelle il est parti avec un groupe de travail à destination d'Iwo Jima via les Mariannes. Ses canons de 5 pouces explosent l'île lors de l'invasion initiale du 19 février 1945. Il a continué à soutenir les tirs jusqu'au 28 février, date à laquelle il a rejoint l'écran de protection des porte-avions d'escorte dans la baie de San Pedro, aux Philippines.
Le Guest a quitté la baie de San Pedro le 27 mars pour surveiller les porte-avions d'escorte apportant un soutien direct à l'invasion d'Okinawa. Détaché le 9 mai, il a été affecté à une station de défense antiaérienne dans la zone de transport ouest d'Okinawa. Dans la nuit du 25 mai, un avion suicide kamikaze heurte son mât et s'écrase à bâbord, endommageant la cheminée. Le navire reste à la station de défense antiaérienne jusqu'au 1er juillet 1945. Il fut ensuite acheminé via Ulithi et les Marshalls dans la protection des porte-avions d'escorte à destination d'Adak, en Alaska, puis d'Ominato, au Japon. Après un service de garde aérienne avec des transporteurs le long de la côte de Honshū, il retourna via Adak au chantier naval de Puget Sound  le 15 novembre 1945.
Il a été désarmé à San Diego (Naval Base San Diego) le 4 juin 1946 et est resté en réserve jusqu'à son transfert le 5 juin 1959 en prêt au gouvernement du Brésil.

### Service brésilien
Pour les autres navires du même nom, voir Pará.
Le navire a servi dans la marine brésilienne sous le nom de CT Pará (D27) (CT pour "Contratorpedeiro": contre-torpilleur ou destroyer). Il a été désarmé en 1979. Après son déclassement, il a été utilisé en 1982 et 1983 comme navire-cible pour les exercices d'artillerie et de torpillage et pour les missiles antinavires Exocet MM 38 lancés par la frégate brésilienne Niterói (F-40).
Le 23 février 1983, il a été coulé par deux torpilles tirées par le sous-marin brésilien Ceará (S 14) dans l'océan Atlantique au large des côtes brésiliennes, à environ 80 milles nautiques (148 km) au sud du phare de Cabo Frio,.

## Décorations
Le Guest a reçu 8 battle stars (étoile de combat) pour son service pendant la Seconde Guerre mondiale.